# 府州
府州（ふしゅう）は、中国にかつて存在した州。五代十国時代からモンゴル帝国時代にかけて、現在の陝西省府谷県一帯に設置された。

## 概要
910年（天祐7年）、晋王李存勗により府谷鎮が府谷県に昇格した。翌年、府谷県に府州が設置され、折従阮が府州刺史となった。
後晋により府州に永安軍が置かれた。後漢は永安軍を廃止したが、後周が再び永安軍を置かれた。
1102年（崇寧元年）、北宋により府州の軍額は永安軍から靖康軍節度と改められた。1115年（政和5年）、栄河郡の郡名を受けた。府州は河東路に属し、府谷県と寧川堡・寧辺寨・寧疆堡・震威城を管轄した。1139年（紹興9年）、西夏が府州を占領した。
1269年（至元6年）、モンゴル帝国により府州は廃止され、府谷県は葭州に移管された。